# Bahnhof Leonberg
Der Bahnhof Leonberg liegt am Streckenkilometer 14,4 der Württembergischen Schwarzwaldbahn und ist eine Station im Netz der S-Bahn Stuttgart.

## Geschichte

### Planung und Bau
Seit 1840 verkehrte ein Pferdeomnibus zwischen Leonberg und Stuttgart. Er konnte jedoch maximal zwölf Personen befördern und fuhr die Strecke nur zwei- bis dreimal wöchentlich.
1863 forderten die Vertreter der Oberämter Calw und Nagold für ihre Bezirke einen Anschluss an das Eisenbahnnetz. Christian Maier, Oberamtmann des Oberamts Leonberg, stimmte dem zu und schlug eine Trassenführung über Leonberg und Weil der Stadt vor. Doch auch das Oberamt Böblingen wollte vom neuen Verkehrsmittel profitieren und der Böblinger Abgeordnete Otto Elben präsentierte dem Landtag seine Pläne für eine Strecke über Böblingen. Die Oberamtmänner aus dem Schwarzwald distanzierten sich von der Diskussion. Ob über Leonberg oder Böblingen schien für sie zweitrangig. Im Landtag standen lange Debatten an. Der Abgeordnete aus Leonberg musste dem Parlament die Gewissheit geben, dass das Oberamt Leonberg in Landwirtschaft und Handel wichtiger sei. Ob ihm das gelang oder sich die Abgeordneten schließlich für den kostengünstigeren Vorschlag entschieden, ist fraglich.
Mit knapper Mehrheit beschloss der Landtag am 13. August 1865 die Variante durch das Strohgäu und sicherte so Leonberg die Anbindung.
Der Bau der Schwarzwaldbahn zog sich länger hin als vorgesehen. Vor allem im Abschnitt zwischen Ditzingen und Leonberg waren größere Erdarbeiten nötig. Der Bahnhof entstand westlich von Leonberg an der Gemarkungsgrenze zu Eltingen. Für die Oberamtsstadt errichtete die Staatsbahn ein repräsentativeres Empfangsgebäude, als sonst auf der Strecke üblich. Es bestand aus einem dreistöckigen Kopfbau, mit einem einstöckigen Anbau. Das Ende des Anbaus zierte ein polygonaler Gebäudeteil.

### Betriebsentwicklung

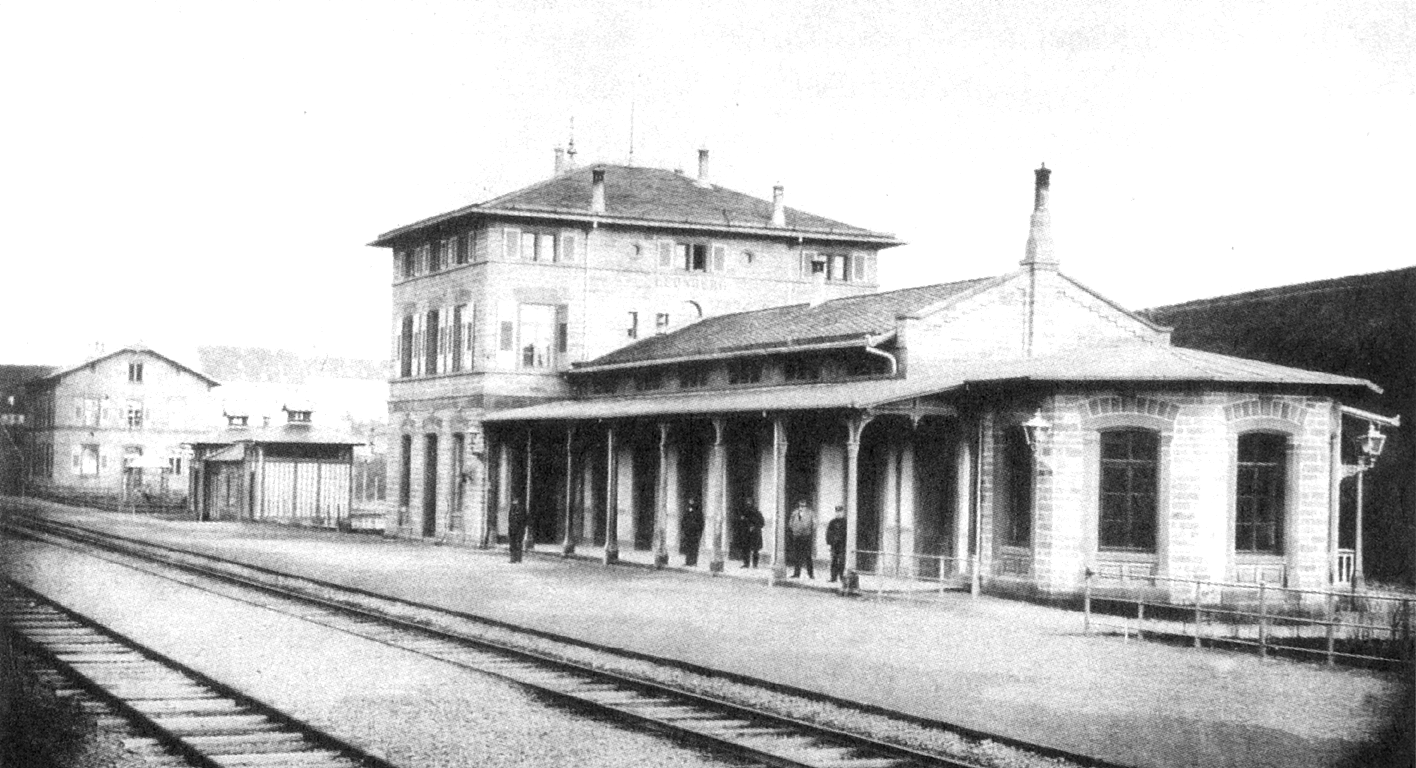
Bahnhof Leonberg um 1870

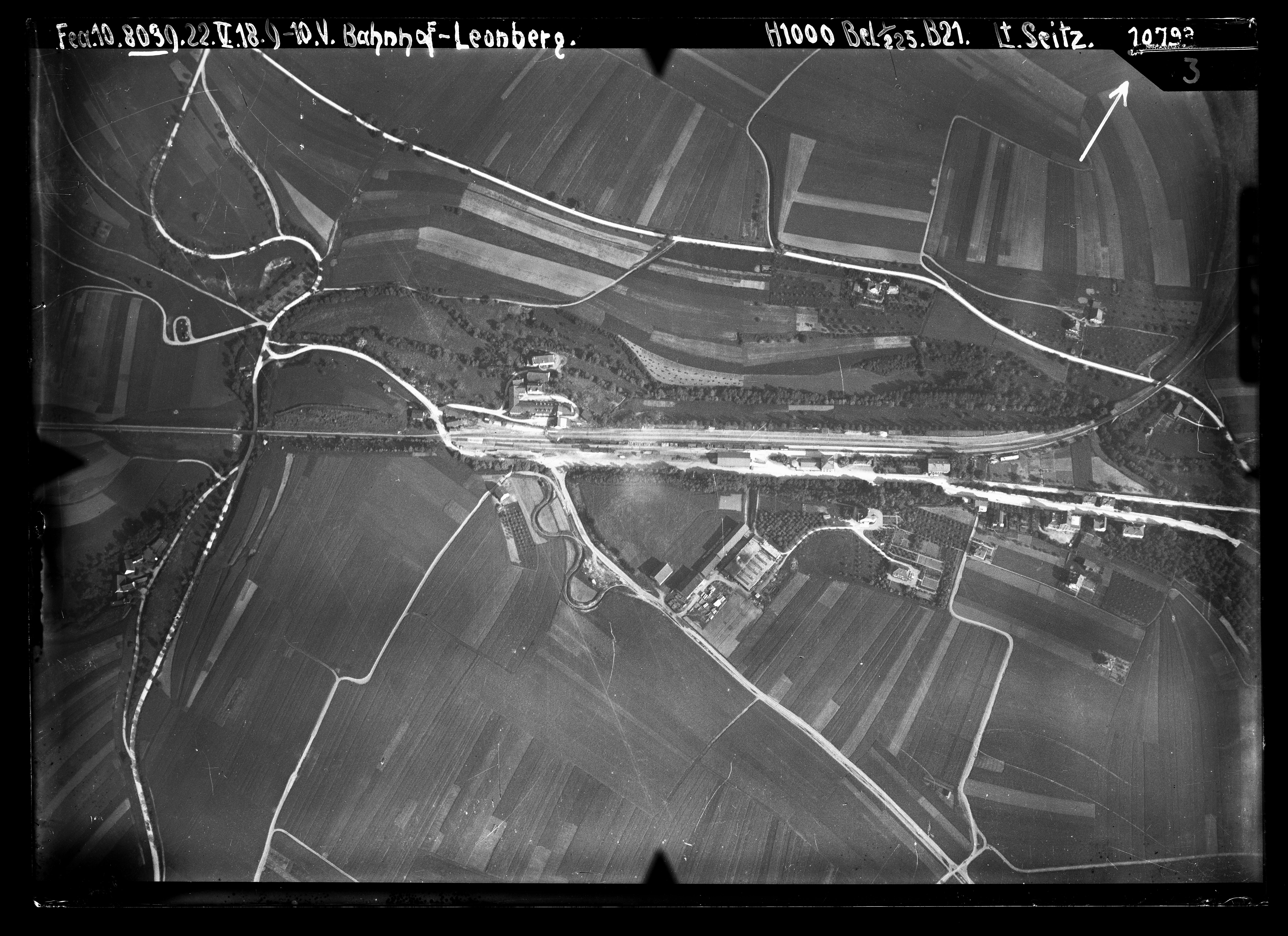
Luftbild des Bahnhofs, Mai 1918

Am 1. Dezember 1869 nahmen die Königlich Württembergischen Staats-Eisenbahnen den Streckenteil Ditzingen–Weil der Stadt in Betrieb. In den darauf folgenden Jahren stieg die Einwohnerzahl der Stadt nur sehr mäßig. Auf der kleinen Gemarkung war kaum Platz für eine aufstrebende Industrieansiedlung. Die Schwarzwaldbahn verlor nach der Fertigstellung der Bahnstrecke Stuttgart–Horb an Bedeutung.
Seit 30. September 1932 verfügt die Schwarzwaldbahn auf dem Abschnitt Ditzingen–Leonberg über ein zweites Streckengleis. Die Elektrifizierung zwischen Zuffenhausen und Leonberg bei gleichzeitiger Integration in den Stuttgarter Vorortverkehr, und damit auch ein verbessertes Verkehrsangebot, erfolgte am 15. Mai 1939.
Als Modernisierungsmaßnahme riss die Deutsche Bundesbahn das historische Empfangsgebäude 1967 ab und weihte am 22. Januar 1969 einen neuen einstöckigen Flachdachbau ein. Am 1. Oktober 1978 löste die S-Bahnlinie S 6, von Stuttgart Schwabstraße nach Weil der Stadt, die bisherigen elektrischen Nahverkehrszüge ab.
Im Juli 2016 wurde das von der Stadt Leonberg neu gebaute Parkhaus gegenüber dem Bahnhof eingeweiht. Von den 460 Stellplätzen auf 17 Ebenen sind 300 an die Robert Bosch GmbH vermietet, die in der Nähe ein Forschungszentrum betreibt. Im Mai 2020 wurde nebenan ein „Fahrradhaus“ in Betrieb genommen.

### Ausblick
Im Juni 2023 beschloss der Verkehrsausschuss des Verbands Region Stuttgart, bis 2025 für rund 9,5 Millionen Euro die Bahnsteige auf eine Bahnsteighöhe von 96 cm zu erhöhen und mit einer geneigten Fläche mit dem Bahnhofsvorplatz zu verbinden.
Der Bahnhof ist Teil des Planbereichs 1 (Böblingen) des Digitalen Knotens Stuttgart, dessen Baubeginn 2027 und dessen Inbetriebnahme für 2030 geplant ist.

## Bahnbetrieb
Den Bahnhof bedienen die Stuttgarter S-Bahnlinien S6 und S60. Seit September 2022 fährt hier zu Stoßzeiten die Express-S-Bahn S62 (Weil der Stadt – Zuffenhausen), welche nicht an allen Unterwegsstationen hält. An Gleis 1, dem Hausbahnsteig, halten die S-Bahnen nach Stuttgart Schwabstraße, an Gleis 2 S-Bahnen nach Weil der Stadt und Böblingen. Gleis 3 wird von endenden Zügen aus Stuttgart Schwabstraße genutzt. Gleis 4 (ohne Bahnsteig) wird nicht mehr befahren.
Die Bahnsteigkanten sind etwa 20 Zentimeter tiefer gelegen als die Fußbodenhöhe der dort eingesetzten Fahrzeuge, der Einstieg erfolgt damit nicht barrierefrei.
Der Bahnhof Leonberg ist der Preisklasse 3 zugeordnet.

### S-Bahn
| Linie | Strecke |
| ----- | --- |
| S 6   | Weil der Stadt – Renningen – Leonberg – Zuffenhausen – Hauptbahnhof – Schwabstraße (Verstärkerzüge im Berufsverkehr zwischen Leonberg und Schwabstraße) |
| S 60  | Böblingen – Sindelfingen – Magstadt – Renningen – Leonberg – Zuffenhausen – Hauptbahnhof – Schwabstraße                                                 |
| S 62  | Weil der Stadt – Leonberg – Ditzingen – Weilimdorf – Korntal – Zuffenhausen                                                                             |